# Tacna, Arizona
Tacna är en ort i Yuma County i delstaten Arizona, USA.